# 正田大観
正田 大観（しょうだ だいかん、1959年 - ）は、日本の仏教学やジッドゥ・クリシュナムルティ関連の著述家、翻訳家。
日本テーラワーダ仏教協会会員。

## 経歴
東京都北区出身。1982年、上智大学法学部卒業。1987年、駒澤短期大学仏教科卒業。1991年、大谷大学大学院文学研究科修士課程修了（専攻インド学）。

## 著作
- 『はじめのブッダ - 初期仏教思想論序説』（サンガ） 2006年
- 『ブッダのさとり(上) - 第一部 はじめのブッダ』（Evolving、正田大観著作集、ブッダのまなざし） 2015年
- 『ブッダのさとり(下) - 第二部 ブッダを知る十のキーワード』（Evolving、正田大観著作集、ブッダのまなざし） 2015年
- 『ブッダのおしえ(上) - 第一部 初期仏教真理綱要』（Evolving、正田大観著作集、ブッダのまなざし） 2016年
- 『ブッダのおしえ(下) - 第二部 初期仏教実践綱要』（Evolving、正田大観著作集、ブッダのまなざし） 2016年
- 『ブッダのともしび(上) - 第一部 ふたりの覚者』（Evolving、正田大観著作集、ブッダのまなざし） 2017年
- 『ブッダのともしび(下) - 第二部 返照するまなざし』（Evolving、正田大観著作集、ブッダのまなざし） 2018年
- 『徹底比較ブッダとクリシュナムルティ そのあるがままの教え』（コスモス・ライブラリー） 2018年

## 翻訳・注釈

### スッタニパータ
- 『ブッダその真実のおしえ - スッタニパータ第四章 和訳と注解』（シーアンドシー出版） 2000年
- 『ブッダのまなざし - スッタニパータ第四章・第五章 和訳と注解』（アムリタ書房） 2001年
- 『世尊よ、あなたに尋ねます - 波羅延経(スッタニパータ第五章・彼岸への道)精読』（サンガ） 2006年
- 『ブッダの福音 - 最初期仏教資料集成』（サンガ） 2007年
- 『ブッダのことば(上) - 第一部 義足経精読』（Evolving、正田大観著作集、ブッダのまなざし） 2015年
- 『ブッダのことば(下) - 第二部 波羅延経精読』（Evolving、正田大観著作集、ブッダのまなざし） 2015年
- 『ブッダのまなざし(上) - 第一部 ブッダその真実の教え』（Evolving、正田大観著作集、ブッダのまなざし） 2016年
- 『ブッダのまなざし(下) - 第二部 対話するブッダ』（Evolving、正田大観著作集、ブッダのまなざし） 2016年

### パーリ仏典
- 『相応部経典 有偈篇』（Evolving） 2016年
- 『小部経典』第一 - 十巻（Evolving） 2015年、のちペーパーバック 2017年
- 『清浄道論』第一 - 三巻』（Evolving） 2016年、のちペーパーバック 2017年

### クリシュナムルティ・共訳
- 『ブッダとクリシュナムルティ - 人間は変われるか?』（コスモスライブラリー） 2016年
- 『境界を超える英知：人間であることの核心 - クリシュナムルティ・トーク・セレクション 1』（コスモスライブラリー）  2016年